# Káto Makrýssi
 (juin 2025).
Káto Makrýssi (grec moderne : Κάτω Μακρύσι) est une localité située dans le dème de Mégalopolis, dans le district régional d'Arcadie, dans la périphérie du Péloponnèse, en Grèce.
Selon le recensement de 2021, elle compte 289 habitants.